# Maison au 3, rue de la Croix à Obernai
La maison au 3, rue de la Croix est un monument historique situé à Obernai, dans le département français du Bas-Rhin.

## Localisation
Ce bâtiment est situé au 3, rue de la Croix à Obernai.

## Historique
L'édifice fait l'objet d'une inscription au titre des monuments historiques depuis 1931.